# Riley Voelkel

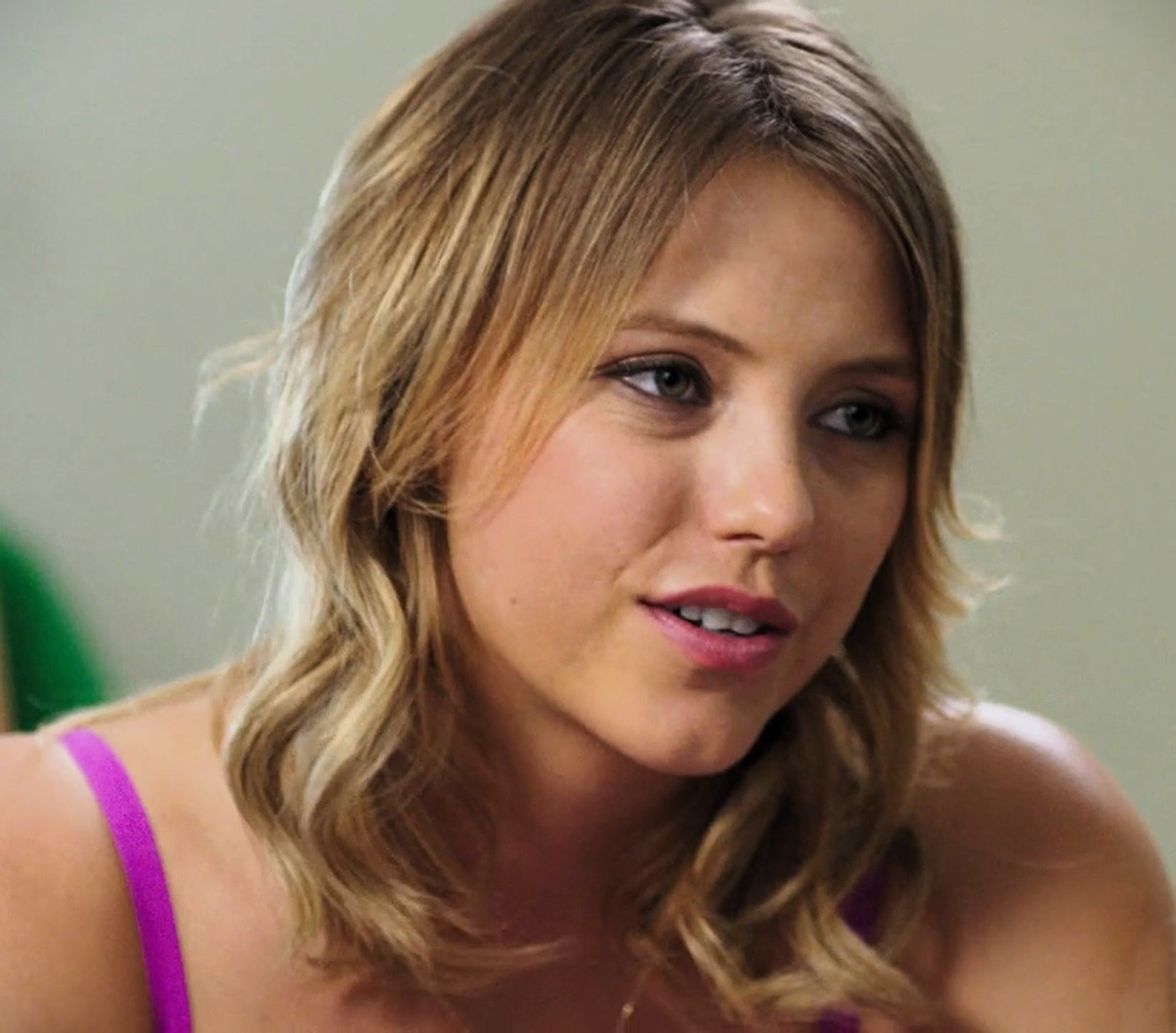
Riley Voelkel, 2014

Riley Voelkel (* 26. April 1990 in Elk Grove, Kalifornien) ist eine US-amerikanisch-kanadische Schauspielerin. Von Herbst 2013 bis 2018 spielte sie eine Hauptrolle in dem Spin-off zu Vampire Diaries, The Originals, wo sie die Hexe Freya Mikaelson darstellt. Diese Rolle übernahm sie erneut im Spin-Off Legacies. Davor spielte sie unter anderem in The Newsroom die Rolle der Jenna Johnson.

## Filmografie
- 2010: The Social Network
- 2010: Glory Daze (Fernsehserie, Episode 1x01)
- 2011: Prom – Die Nacht deines Lebens (Prom)
- 2012: Hidden Moon
- 2012: The Mentalist (Fernsehserie, Episode 4x13)
- 2012–2014: The Newsroom (Fernsehserie, 15 Episoden)
- 2013: Synthesizers
- 2013: The Secret Lives of Dorks
- 2013: American Horror Story (Fernsehserie, 3 Episoden)
- 2014: Glee (Fernsehserie, Episode 5x14)
- 2014–2018: The Originals (Fernsehserie, 52 Episoden)
- 2015: Point of Honor (Fernsehfilm)
- 2016: Scrambled
- 2016: Advance & Retreat
- 2017: Ryan Hansen Solves Crimes on Television (Webserie, Episode 1x02)
- 2018: Brampton's Own
- 2019–2022: Roswell, New Mexico (Fernsehserie, 20 Episoden)
- 2019–2022: Legacies (Fernsehserie, 3 Episoden)
- 2020–2024: Hightown (Fernsehserie, 25 Episoden)
- 2022: Chicago Med (Fernsehserie, 9 Episoden)
- 2024: Scrambled